# 工藤時子
工藤 時子（くどう ときこ、1959年7月11日 - ）は、大阪府出身の女優/タレント/歌手/アーティスト。

## 人物
身長は157cm、体重は48kg、バスト82cm、ウェスト78cm、ヒップ89cm、靴のサイズは23.5cm、血液型はB型である。特技はバレエ/ジャズダンス/タップダンス/日舞/声楽/大阪弁、趣味はゴスペル/映画鑑賞/絵画鑑賞。宝井プロジェクト所属。TRASHMASTERSのメンバー。
日本人の母と韓国人の父(故人)を持つ。

## 出演

### テレビドラマ

#### NHK
- 男が家を出るとき（1985年）
- はやぶさ新八御用帳 最終話（1994年3月25日）
- あぐり 第2話（1997年4月8日）
- 寺子屋ゆめ指南 第4話（1997年） - 長屋の女 役
- 慶次郎縁側日記（2004年）
- 慶次郎縁側日記2 第1話（2005年10月7日） - おたき（大工見習いの母） 役
- 風の果て 第1、6-8話（2007年10月18日、11月22日-12月6日）
- 乙女のパンチ（2008年6月19日 - 7月24日） - 樺島真知子 役 ※方言指導も担当
- 七瀬ふたたび 第1、2話（2008年10月9日、16日）
- 桂ちづる診察日録 第1、最終話（2010年9月4日、12月25日）
- 終の棲家 第1、前編（2014年7月20日）
- 謎解きLIVE 忍びの里殺人事件 第二夜（2014年9月13日）

#### 日本テレビ系列
- 木曜ゴールデンドラマ 女のがん病棟（1984年）
- 花ちりめん（1989年）
- セクシーボイスアンドロボ 第6話（2007年5月15日）
- 貧乏男子 ボンビーメン 第6話（2008年2月19日）
- 斉藤さん² 第2、5、6話（2013年7月20日、8月10日、17日）
- 臨床犯罪学者 火村英生の推理 第2話（2016年1月24日） - 保科 役
- 天才を育てた女房（2018年2月23日）
- 恋は闇 第7話（2025年5月28日） - 近隣住民 役[1]

#### TBS系列
- 愛の劇場
  - パパは保母さん（1995年）
  - 温泉へ行こう
- MR.BRAIN 第4話（2009年6月13日）
- 女子刑務所東三号棟 第8話（2010年6月21日）
- なるようになるさ。 シーズン1 第3話（2013年7月26日）
- 夜のせんせい 第8話（2014年3月7日）
- 4分間のマリーゴールド 第1話（2019年10月11日）
- ロマンス暴風域 第2話（2022年7月13日）- 佐藤清美 役

#### フジテレビ系列
- 真夜中の匂い 第8話（1984年7月6日）
- ラスト・フレンド（1993年）
- 世にも奇妙な物語
  - 秋の特別編 「殺人者の高橋さん」（1995年10月4日）
  - 秋の特別編 「部長OL」（2006年10月2日）
  - 20周年スペシャル・春 〜人気番組競演編〜「まる子と会える町」（2010年4月4日） - 楠本里美 役
- はるちゃん4（2000年） - 仲居 役
- お局探偵亜木子&みどりの旅情事件帳 第5作（2002年6月28日）
- 危険なアネキ 第8話（2005年12月5日）
- スタートライン〜涙のスプリンター〜（2005年12月17日）
- 鬼嫁日記 いい湯だな 第5話（2007年5月15日）
- ガリレオ 第1シーズン 第9話（2007年12月10日）
- それでも、生きてゆく 第5話（2011年8月4日）
- 破婚の条件（2011年8月26日）
- 金曜プレステージ
  - 女検視官・江夏冬子 第2作（2013年5月24日） - 優子のアパート大家 役
  - 女医・倉石祥子 第2作（2013年8月23日） - 相沢美恵子 役
- 竜の道 二つの顔の復讐者 第1話（2020年7月28日） - 美佐の同僚 役
- 全領域異常解決室 第5話（2024年11月6日） - 孫を探す祖母 役[2]

#### テレビ朝日系列
- 必殺シリーズ（ABC / 松竹）
  - 必殺仕舞人 第9話（1981年2月6日） - うめ 役
  - 新・必殺仕事人 第16話（1981年9月4日） - おとせ 役
  - 新・必殺仕舞人 第6話（1982年8月6日） - ぼたん 役
- 土曜ワイド劇場
  - 遠眼鏡の中の女（1990年2月24日）
  - 車椅子の弁護士・水島威 第7作（1999年12月25日）
  - 警視庁女性捜査班 第3作（2001年10月27日）
  - 車椅子の弁護士・水島威 第9作（2002年10月26日）
  - 瀬戸内海殺人事件
  - 終着駅殺人事件（2013年1月5日）
  - 西村京太郎トラベルミステリー59 - 保坂早苗 役
- 少年15才（1998年4月7日）
- 杜の都 恋物語〜春菜17歳の決断〜（1998年12月23日）
- YASHA-夜叉- 第7話（2000年6月2日）
- 7人の女弁護士 第1シリーズ 最終話（2006年6月8日）
- はぐれ刑事純情派
- さすらい刑事旅情編
- 愛しの刑事
- 警視庁失踪人捜査課（2010年）
- 緊急取調室
- DOCTORS〜最強の名医〜 スペシャル（2013年6月1日）
- いつか、ヒーロー 第1話（2025年4月6日、朝日放送テレビ） - 良子 役[3]

#### テレビ東京
- 波のロード（2007年3月21日）
- 14歳～千原ジュニア たった1人の闘い（2009年3月12日）
- 孤独のグルメ Season3 第3話（2013年7月24日） - おばちゃん(2) 役
- 宮本から君へ 第5話（2018年5月5日） ‐ 宮本秀子 役
- 絶メシロード 第5話（2020年3月14日） ‐ 櫻井の妻 役

#### WOWOW
- ドラマW
  - シリウスの道（2008年9月14日）
  - エンドロール〜伝説の父〜（2012年3月18日）
  - 尾根のかなたに～父と息子の日航機墜落事故～ 第2話（2012年10月14日）
  - 沈まぬ太陽 第2部 第16話（2016年8月28日）
  - 水晶の鼓動 殺人分析班 第1話（2016年11月13日）

#### Dlife
- 東京ガードセンター 第6話（2014年）

### 映画
- 下妻物語（2004年5月29日）
- 舞妓Haaaan!!!（2007年6月16日）
- 川の底からこんにちは（2010年5月1日）
- 宮本から君へ（2019年9月27日） ‐ 宮本秀子 役

### CM
- TVガイド
- プリマハム

### 舞台
- 夏のおどり 秋のおどり
- 結婚という冒険
- 杉良太郎公演
- 星からきたスーパースター 昭和スキャンティ
- 春、彼女の棲む店にて